# James Green (duchowny)
James Patrick Green (ur. 30 maja 1950 w Filadelfii) – amerykański duchowny katolicki, arcybiskup, nuncjusz apostolski.

## Życiorys
26 czerwca 1980 otrzymał święcenia kapłańskie z rąk kard. Johna Króla i został inkardynowany do archidiecezji Filadelfii. W 1985 rozpoczął przygotowanie do służby dyplomatycznej na Papieskiej Akademii Kościelnej. 
17 sierpnia 2006 został mianowany przez Benedykta XVI nuncjuszem apostolskim w Republice Południowej Afryki oraz arcybiskupem tytularnym Altinum. Sakry biskupiej 6 września 2006 r. udzielił mu ówczesny Sekretarz Stanu Angelo Sodano. Został akredytowanym jako przedstawiciel Stolicy Świętej także w innych krajach Afryki południowej: w Botswanie, Namibii, Lesotho i Suazi.
15 października 2011 został przeniesiony do nuncjatury w Peru. W czasie pobytu na tej placówce udzielił święceń biskupich Robertowi Prevostowi OSA, późniejszemu papieżowi Leonowi XIV. 
6 kwietnia 2017 został nuncjuszem apostolskim w krajach Skandynawskich, a od października 2017 akredytowany również w Finlandii i Norwegii.
30 kwietnia 2022 papież Franciszek przyjął jego rezygnację z funkcji Nuncjusza Apostolskiego w Danii, Finlandii, Islandii, Norwegii i Szwecji.